# Escrime aux Jeux olympiques d'été de 2008
Navigation
Athènes 2004 Londres 2012
Les épreuves d'escrime aux Jeux olympiques d'été de 2008 se sont déroulées du 9 au 17 août au Palais d'escrime de Pékin (République populaire de Chine).

## Règles

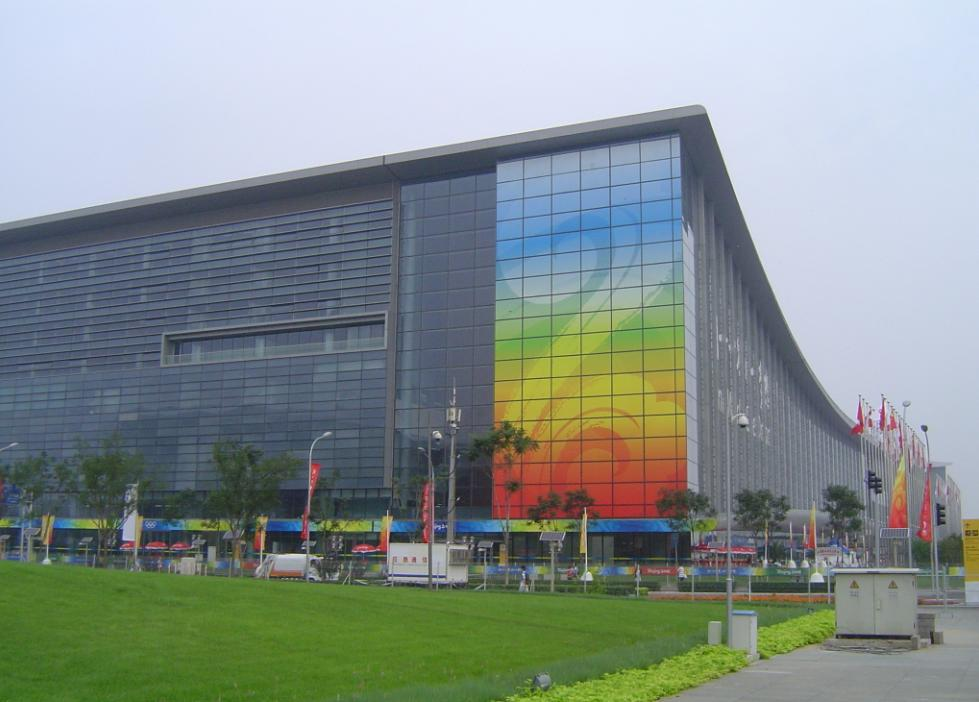
Fencing Hall

- La victoire des rencontres individuelles est décernée au premier des concurrents ayant obtenu 15 points (touches), ou à celui en ayant le plus à la fin du temps réglementaire de l'assaut.
- Dans les rencontres par équipes, chacun des escrimeurs d'une équipe rencontre tour à tour tous les escrimeurs de l'équipe adverse, soit 9 reprises de 3 minutes chacune avec un maximum de 10 touches par escrimeur. La victoire est décernée à la première équipe à 45 ou à celle ayant le plus haut score à la fin du temps réglementaire.
- Les touches sont comptabilisées en fonction de la lame utilisée et de la zone de touche :  en sabre, la pointe et le tranchant de la lame permettent de marquer des points (ce qui n'est pas le cas à l'épée et au fleuret). Les zones ciblées par les touches sont situées sur tout le corps à l'épée, sur le plastron au fleuret et le haut du corps au sabre.

## Épreuves
En 2008 à Pékin, le fleuret par équipes et le sabre par équipes ont été ajoutés au programme dames au détriment de l'épée par équipes. Chez les hommes, le fleuret par équipes disparaît du programme olympique, portant à égalité le nombre d'épreuves masculines et féminines. 212 escrimeurs sont présents à Pékin, soit 12 de plus qu’à Athènes.
| Arme    | Hommes     | Hommes     | Femmes     | Femmes      | Total |
| Arme    | Individuel | Par équipe | Individuel | Par équipes | Total |
| ------- | ---------- | ---------- | ---------- | ----------- | ----- |
| Épée    | ■          | ■          | ■          |             | 3     |
| Fleuret | ■          |            | ■          | ■           | 3     |
| Sabre   | ■          | ■          | ■          | ■           | 4     |
| Total   | 3          | 2          | 3          | 2           | 10    |

## Calendrier
|  |  |  |  | 1 | 1 | 1 | 1 | 2 | 1 | 1 | 1 | 1 |  |  |  |  |  |  |  |

|  | Jour de finale |

## Résultats

### Podiums masculins
| Épreuves                               | Or                                                   | Argent                                                                    | Bronze                                                                   |
| -------------------------------------- | ---------------------------------------------------- | ------------------------------------------------------------------------- | ------------------------------------------------------------------------ |
| Épée individuelle résultats détaillés  | Matteo Tagliariol                                    | Fabrice Jeannet                                                           | José Luis Abajo                                                          |
| Épée par équipes résultats détaillés   | France Fabrice Jeannet Jérôme Jeannet Ulrich Robeiri | Pologne Robert Andrzejuk Tomasz Motyka Adam Wiercioch Radosław Zawrotniak | Italie Stefano Carozzo Diego Confalonieri Alfredo Rota Matteo Tagliariol |
| Fleuret individuel résultats détaillés | Benjamin Kleibrink                                   | Yūki Ōta                                                                  | Salvatore Sanzo                                                          |
| Sabre individuel résultats détaillés   | Zhong Man                                            | Nicolas Lopez                                                             | Mihai Covaliu                                                            |
| Sabre par équipes résultats détaillés  | France Nicolas Lopez Julien Pillet Boris Sanson      | États-Unis Timothy Morehouse Jason Rogers Keeth Smart James Williams      | Italie Aldo Montano Diego Occhiuzzi Giampiero Pastore Luigi Tarantino    |

### Podiums féminins
| Épreuves                                | Or                                                                       | Argent                                            | Bronze                                                                           |
| --------------------------------------- | ------------------------------------------------------------------------ | ------------------------------------------------- | -------------------------------------------------------------------------------- |
| Épée individuelle résultats détaillés   | Britta Heidemann                                                         | Ana Maria Brânză                                  | Ildikó Mincza-Nébald                                                             |
| Fleuret individuel résultats détaillés  | Valentina Vezzali                                                        | Nam Hyun-hee                                      | Margherita Granbassi                                                             |
| Fleuret par équipes résultats détaillés | Russie Aida Shanayeva Svetlana Boyko Evgenia Lamonova Viktoria Nikishina | États-Unis Emily Cross Hanna Thompson Erinn Smart | Italie Valentina Vezzali Margherita Granbassi Giovanna Trillini Ilaria Salvatori |
| Sabre individuel résultats détaillés    | Mariel Zagunis                                                           | Sada Jacobson                                     | Rebecca Ward                                                                     |
| Sabre par équipes résultats détaillés   | Ukraine Olena Khomrova Olha Kharlan Olha Zhovnir                         | Chine Tan Xue Ni Hong Bao Yingying                | États-Unis Mariel Zagunis Sada Jacobson Rebecca Ward                             |

## Tableau des médailles
| Rang  | Nation       | Or | Argent | Bronze | Total |
| ----- | ------------ | -- | ------ | ------ | ----- |
| 1     | France       | 2  | 2      | 0      | 4     |
| 2     | Italie       | 2  | 0      | 5      | 7     |
| 3     | Allemagne    | 2  | 0      | 0      | 2     |
| 4     | États-Unis   | 1  | 3      | 2      | 6     |
| 5     | Chine        | 1  | 1      | 0      | 2     |
| 6     | Ukraine      | 1  | 0      | 0      | 1     |
| 6     | Russie       | 1  | 0      | 0      | 1     |
| 8     | Roumanie     | 0  | 1      | 1      | 2     |
| 9     | Japon        | 0  | 1      | 0      | 1     |
| 9     | Corée du Sud | 0  | 1      | 0      | 1     |
| 9     | Pologne      | 0  | 1      | 0      | 1     |
| 12    | Espagne      | 0  | 0      | 1      | 1     |
| 12    | Hongrie      | 0  | 0      | 1      | 1     |
| Total | Total        | 10 | 10     | 10     | 30    |